# Блажко Парасковія Георгіївна
Парасковія Георгіївна Блажко (нар. 1939, село Брусниця, Королівство Румунія, тепер Кіцманського району Чернівецької області) — українська радянська діячка, новатор сільськогосподарського виробництва, ланкова колгоспу імені ХХІ з'їзду КПРС Кіцманського району Чернівецької області. Депутат Верховної Ради УРСР 6-го скликання.

## Біографія
Народилася у бідній селянській родині. Навчалася у Брусницькій восьмирічній школі, у 1956 році закінчила Вашківецьку середню школу Чернівецької області.
З 1956 року — колгоспниця, а з 1959 року — ланкова комсомольсько-молодіжної ланки колгоспу імені ХХІ з'їзду КПРС села Брусниці Вашківецького (потім — Кіцманського) району Чернівецької області. Збирала високі врожаї кукурудзи, цукрових буряків, картоплі. У 1961 році ланці Парасковії Блажко було присвоєне звання колективу комуністичної праці.
У 1966 році заочно закінчила Кам'янець-Подільський сільськогосподарський інститут Хмельницької області.
Член КПРС.

## Нагороди
- орден Трудового Червоного Прапора
- медалі